# Las Tres Gracias (Miroslav Chlupac)
Las Tres Gracias es una escultura monumental realizada por el artista checoslovaco Miroslav Chlupac como parte de la Ruta de la Amistad, un conjunto de 19 esculturas realizadas por artistas de diversas nacionalidades para conmemorar los Juegos Olímpicos de México 1968. La obra fue instalada en la intersección del Anillo Periférico con la calle Fuentes del Pedregal, al sur de la Ciudad de México. Fue la tercera estación de la ruta y representó a Checoslovaquia en la exposición. La escultura consiste en tres columnas de concreto armado de 12.5 metros de alto con un borde ondulado. Dos de ellas son de color rosa y la tercera de color lila. Su nombre hace alusión a las Cárites, tres deidades de la mitología griega que representan la belleza, la alegría y la abundancia.
Después de los Juegos Olímpicos, la escultura fue dejada sin mantenimiento hasta el año 2007, cuando fue restaurada. En 2011 fue trasladada a la intersección del Anillo Periférico con la Avenida Insurgentes Sur, aledaña a la Ciudad Universitaria de la Universidad Nacional Autónoma de México. Su cambio de ubicación se debió a que el Patronato de la Ruta de la Amistad temía que esta escultura y otras siete más fueran dañadas por la construcción del segundo piso del Anillo Periférico.